# 卡尔·伊坎
卡尔·瑟雷安·艾康（英語：Carl Celian Icahn，1936年2月16日—）是一位美国商业富豪、投资家、股东积极主义者和慈善家。
他是艾康企业的创始人和主要股东。在《富比士》2019年全球億萬富豪榜中名列第61位，資產達到174億美元，他曾就唐納·川普政府的監管改革提出建議，但之後在爭議中離職。他已經捐贈了大約2億美元給西奈山伊坎醫學院
。在2019年美國400富豪榜，他以176億美元的資產，排名第30名。在2020年9月公佈的福布斯美國400富豪榜排名第39名，資產達140億美元。

## 生平
卡尔·瑟雷安·艾康1936年出生於紐約，他的母親是教育家，父親是律師。曾在紐約的公立學校Far Rockaway Hight就讀，之後進入了普林斯頓大學(Princeton University)。在1957年拿到了哲學學士的學位，之後開始研讀醫學。在軍旅生涯之後，就進入了華爾街。在1961年，他到Dreyfus & Company上班，成功發展出轉換證券的套利策略。在1978年創立了券商Icahn & Co. Inc，開始發展成不同業務。

## 慈善事業
他和妻子也服務於伊坎慈善基金會(Icahn Charitable)以及孩童救濟基金會(Children’s Rescue Fund)，孩童救濟基金會資助了許多的貧困家庭、孕婦以及單親婦女。卡尔·伊坎在紐約建立了三個教學機構，也提供Choate Rosemary Hall中學獎學金計劃。他同時管理Icahn House East，救濟紐約無家可歸的人。